# FCRL1
Protein giống thụ thể Fc 1 (tiếng Anh: Fc receptor-like protein 1) là protein ở người được mã hóa bởi gen FCRL1.